# Cytora hirsutissima
Cytora hirsutissima es una especie de molusco gasterópodo de la familia Pupinidae. 

## Distribución geográfica
Se encuentra en Nueva Zelanda